# Benissanet
Benissanet è un comune spagnolo di 1 053 abitanti situato nella comunità autonoma della Catalogna.